# Номери (фільм)
«Номери» (англ. Numbers, пол. Numery, чеськ. Čísla, фр. Nombres) — український фільм-антиутопія 2020 року знятий у ко-продукції Польщі, України, Чехії та Франції. Сценарій фільму базується на однойменній п'єсі Олега Сенцова 2011 року. Режисерами фільму виступили Олег Сенцов та Ахтем Сеітаблаєв. Це перший в Україні фільм, виробництво якого було здійснено без фізичної присутності режисера.
Світова прем'єра фільму відбулась в рамках програми спеціальних показів Berlinale Special 70 ювілейного Берлінського кінофестивалю 21 лютого 2020 року.
Вихід в український прокат відбувся на 19 листопада 2020 року.

## Синопсис

Англомовний тизер-постер

У місті, складеному з бетонних блоків, живуть люди, що підпорядковуються суворій системі й верховному правителю — Нулю з суддями. Всі вони носять номери, не маючи імен. Десятеро героїв вже звикли робити все відповідно до книги Правил: бігати по колу на стадіоні, носити певний одяг, зустрічатися тільки з дозволеними парами. Сьомий, який зустрічався з Четвертою, сумнівається в адекватності правил, але Восьма вважає, що вони саме такі з якоїсь вагомої причини.
Життя змінюється з появою кошика з хлопчиком. Номери намагаються з'ясувати звідки він узявся, за чим згори спостерігає Нуль. Хлопчику дають номер Одинадцять, він вважає всіх чоловіків своїми татами, а жінок — мамами, не виконує правил і не розуміє їхнього призначення. Бачачи це, Дев'ятий закликає Номерів жити не за правилами, потім вони звинувачують одні одних у невірності Нулю. Перший бере Дев'ятого під варту, а потім і Одинадцятого. Нуль з цікавістю наглядає за процесом, але не втручається.
Одинадцятий швидко росте і оскаржує право Першого віддавати накази. Він називає себе сином Нуля, робить, що йому заманеться і це надихає інших Номерів перестати виконувати правила. Нуль лякає Номерів громом, вони сумніваються в тому, що Одинадцятий син Нуля. Сьомий каже, що він батько Одинадцятого, та заявляє, що не боїться правителя.
Нуль наказує суддям застрелити Восьму, матір Одинадцятого. Роздумуючи над її смертю, Номери вирішують, що Нуля не існує. Нуль спускається до них, однак Номери не помічають його і він помирає. Сьомий проголошує, що Номери будуть самостійно вирішувати свою долю, отримають імена і створять новий світ, де будуть панувати їхні закони.
За якийсь час Сьомий стає диктатором, а колишні Номери виявляються закуті в кайдани та колодки. Тепер усе відбувається за наказами Сьомого.

## Творча команда
- Автор сценарію — Олег Сенцов (за власною п'єсою «Номери»)
- Режисери-постановники — Олег Сенцов, Ахтем Сеітаблаєв
- Продюсери — Анна Паленчук, Даріуш Яблонський, Віолета Камінська, Ізабела Войцик
- Другий режисер — Яніна Кучер
- Оператор — Адам Сікора
- Звукорежисери — Бартек Возняк, Віталій Леєр, Артем Косинський
- Монтаж — Ярослав Камінський
- Художник-постановник — Кирило Шувалов
- Кастинг-директор — Анастасія Чорна

## У ролях
| • Олександр Ярема   | … | Перший       |
| • Ірина Мак         | … | Друга        |
| • Віктор Жданов     | … | Третій       |
| • Лорена Колибабчук | … | Четверта     |
| • Денис Роднянський | … | П'ятий       |
| • Олена Узлюк       | … | Шостий       |
| • Євген Черников    | … | Сьомий       |
| • Агата Ларіонова   | … | Восьма       |
| • Олександр Бегма   | … | Дев'ятий     |
| • Марія Смолякова   | … | Десята       |
| • Максим Девізоров  | … | Одиннадцятий |
| • Віктор Андрієнко  | … | Нуль         |
| • Олександр Лаптій  | … | Вартовий     |

## Кошторис
Точний бюджет стрічки невідомий, оскільки залежно від пітчингу, творці фільму подавали різні бюджет: від 15,0 млн грн (червень 2018 року під час пітчингу до Мінкульту) до 29,0 млн грн (листопад 2018 року під час пітчингу до Польського інституту кіно).
У червні 2018 року під час патріотичного пітчингу до Мінкульту загальний кошторис фільму було заявлено розміром приблизно ₴15,0 млн. гривень У червні 2018 року фільм брав участь у конкурсному відборі Міністерства культури України для надання державної фінансової підтримки на виробництво та розповсюдження фільмів патріотичного спрямування. Із середнім балом 41,0 фільм отримав державну фінансову підтримку у розмірі ₴10 млн гривень (66 % від тодішнього заявленого загального кошторису у 15 млн грн).
Також у листопаді 2018 року 1 млн PLN (~230 тис. EUR, ~6 млн UAH; 30.3 % від тодішнього заявленого загального кошторису у 29 млн грн) виділив на виробництво фільму Польський кіноінститут. У червні 2018 року під час пітчингу до Польського інституту кіно загальний кошторис фільму було заявлено розміром приблизно ₴29,0 млн. UAH (~890 тис. EUR, 3,9 млн PLN).
Крім українського та польського фінансування, фільм також фінансово підтримали Hubert Bals Fund та European Producers Club. Загалом разом гроші Українського Держкіно та Польського кіноінституту становлять приблизно 16,0 млн гривень.

## Виробництво
Не кожна книга підлягає екранізації, як і не кожна п'єса. Але цю річ, яку я написав вже давно, я бачу дуже чітко — варто лише заплющити очі. Навіть там, де я зараз знаходжусь, не знаючи свого майбутнього, я точно вірю в майбутнє цієї постановки. «Номери» — це не кіно в чистому вигляді. Це відчуття, буфонада, гротеск.

### Задум фільму та попереднє виробництво
За словами продюсерки Анни Паленчук спочатку Олег Сенцов хотів, щоб фільм вийшов російською мовою оскільки початково п'єса писалася російською, але після отримання фінансування Міністерства культури України та з огляду на потребу саме в українськомовному контенті п'єсу було перекладено українською мовою, а редактуру перекладу узгоджено з Євгенією Врадій, яка «добре знайома з Олегом і відчуває його стиль» та до цього була другим режисером у Сенцова на «Гамері».
19 липня 2018 року проєкт фільму було презентовано поза конкурсом на пітчингу проєктів повнометражних фільмів для кінотеатрального прокату (українського або копродукційного виробництва), що перебувають на підготовчій стадії виробництва в рамках індустріальної секції 9-го Одеського міжнародного кінофестивалю. На презентації майбутньої стрічки продюсерка Анна Паленчук зачитала присутнім лист від Олега Сенцова, в якому в'язень Кремля висловив готовність взятися за режисуру екранізації п'єси «Номери», яку також написав він. За словами Анни, деякий час тому в особистому листуванні Сенцов запропонував їй взятися за екранізацію та в одному з листів докладно розписав бачення майбутньої роботи.

### Виробництво та поствиробництво
16 жовтня 2018 року на брифінгу в Укрінформі було оголошено про початок виробництва фільму. Продюсерка фільму з українського боку Анна Паленчук зачитала лист Олега Сенцова, в якому він виклав своє режисерське бачення стрічки та її персонажів. Продюсерка зазначила, що кожен момент, пов'язаний із запуском фільму, узгоджується з Сенцовим.
Право бути співрежисером фільму Олег Сенцов надав українському режисерові Ахтему Сеітаблаєву, обравши його з кількох претендентів, запропонованих йому Анною Паленчук, яка зазначила, що Сенцов сам написав їй, що йому для реалізації проєкту потрібен співрежисер, бо навряд чи він вийде із в'язниці.
Фільмування відбулося у грудні 2018 — січні 2019 року у павільйоні в декораціях, розроблених художником-постановником Кирилом Шуваловим та затверджених Сенцовим. Під час виробництва Сенцов постійно обмінювався листами з усією творчою командою фільму, аби впевнитися, що його режисерський задум правильно втілюють у життя.

## Реліз
Світова прем'єра фільму відбулася відбулась в рамках програми спеціальних показів Berlinale Special 70 ювілейного Берлінського кінофестивалю 21 лютого 2020 року.
Прем'єра в Польщі відбулася 1 березня 2020 року у Європейському центрі солідарності в Ґданську.
Реліз в українському обмеженому прокаті відбувся 19 листопада 2020 року; дистриб'ютор — 86PROKAT. Реліз на українських vod-платформах відбувся 18 січня 2021 року на sweet.tv. Реліз на українському телебаченні відбувся 19 лютого 2021 року на ТРК Україна.

## Відгуки

### Відгук Олега Сенцова
Як згодом Сенцов зазначив у своєму інтерв'ю у 2021 році «цей проєкт [фільму Номери] болючий для мене, бо він не так вдався, як я хотів би. Я його не знімав. А режисура — це дух фільму. Я проконтролював текст, тому що я його написав, подивився декорації, взяв участь у кастингу акторів. Але коли я побачив те, що зроблено, я зрозумів, що це — не моє кіно. […] Це не кіно за яке соромно, але я знаю, що його можна було зробити краще. Якби я був на знімальному майданчику, можливо, я зробив би краще, а, можливо, ні, але я ніс би за все повну відповідальність.»

### Відгуки кінокритиків
Після прем'єри стрічки 21 лютого 2020 року на Berlinale, фільм отримав змішані відгуки від кінокритиків. Через постійне відчуття театралізації у стрічці, майже всі кінокритики відзначали її схожість з «Доґвілем» Ларса Фон Трієра. Окрім схожості з «Доґвілем» Фон Трієра, кінокритик впливового видання Screen Daily Лі Маршал також порівняв роботу Сенцова-Сеітаблаєва з іншим фільмом Фон Трієра — «Мандерлеєм». Головними недоліками «Номерів», на думку Маршала, є нерівномірна акторська гра, неоднозначний саундтрек та те, що фільм часом виглядає, як шкільна п'єса, що оповідає світові черговий різновид всім відомої орвеллівської притчі. Головним же плюсом стрічки, на думку Маршала, є те, що незважаючи на свої певні недоліки, фільм дуже добре виконав своє основне завдання висловлення кінематографічного маніфесту проти тоталітаризму. Інший кінокритик — Ола Сальва з видання Cineuropa — також побачила схожість між «Номерами» Сенцова-Сеітаблаєва та Фон Трієрівським «Доґвілем», але підкреслила, що у «Номерах» простір, дія та розповідь більш обмежені. Одним з найсильніших сторін фільму Сальва назвала акторську гру, зазначивши, що «акторський склад ансамблю проробляє велику роботу, надаючи персонажам життєву силу та індивідуальність». Кінокритик видання Goomba Stomp Редмонд Бейкон також побачив у фільмі Сенцова-Сеітаблаєва схожість з «Доґвіллем» Фон Трієра, але за словами Бейкона, якщо фільм Фон Трієра все ж зміг висловити емоції через своє абсурдистське оповідання, то фільм дуету Сенцова-Сеітаблаєва тримається від емоцій осторонь. Кінокритик видання Moviegram Юрій Самусенко порівняв фільм з орвеллівським романом 1984, але підкреслив, що тематично стрічка все ж «здається достатньо поверховою». Самусенко підсумував свій огляд висновком, що одним з найбільших недоліків фільму є «незрілість сценарію, якому не вистачило вдалих діалогів для того, щоби привертати увагу глядача до екрана».

## Нагороди та номінації
| Список нагород та номінацій | Список нагород та номінацій | Список нагород та номінацій | Список нагород та номінацій                                           | Список нагород та номінацій | Список нагород та номінацій |
| Рік                         | Кінофестиваль/Кінопремія    | Категорія                   | Номінант(и)                                                           | Результат                   | Дж                          |
| --------------------------- | --------------------------- | --------------------------- | --------------------------------------------------------------------- | --------------------------- | --------------------------- |
| 2021                        | Золота дзиґа                | Найкраща пісня              | пісня «Танець рабів» (співає Святослав Вакарчук; музика — Мілош Єліч) | Номінація                   | [ 34 ]                      |